# Mytišči
Mytišči (ruski: Мытищи ) je grad u Moskovskoj oblasti u Rusiji. Nalaze se 19 km sjeveroistočno od Moskve, na rijeci Jauzi, na 55° 55' sjeverne zemljopisne širine i 37° 46' istočne zemljopisne dužine.
Grad je jedan od gradova-satelita Moskvi. Kulturno je i znanstveno središte oblasti. Postaja je na željezničkoj pruzi Moskva - Jaroslavlj.
Broj stanovnika:
- 2002.: 159.900
- 2001.: 156.100
- 1973.: 125.000
- 1939.:  60.000

Sjedište je Mytiškog rajona.
Treći je po broju stanovnika u Moskovskoj oblasti, iza Podoljska i Ljuberca.
Prvo se spominju kao selo Mytišče (rus. Мы́тище) 1460.godine. Od 19. stoljeća zove se Veliki Mytišči (rus. Большие Мытищи). Ime dolazi od t.zv. pristojbi (rus. myta, «мыта», usporedi hrv. riječ mitnica i pov. značenje riječi mito u hrvatskom), koju se uzimalo od trgovaca koji su išli "volokom" iz Jauze u Kljazmu. Kad je prestao brodski promet Jauzom, skupljanje maltarine preneseno je u Moskvu. Mjesto gdje se nekad ubiralo nju nazvano je Jauskim mitištem (rus. u dat. Яузским мытищем, Jauskim mytiščem). Bitno je uočiti da riječ "mitište" (rus. «мытище») ne znači veliku lokaciji (rus. мыт). Stvoreno je po analogiji s inim sličnim riječima. Tako je požarište mjesto gdje je bio požar, pepelište i pečište gdje je bio živi dom s peći i ognjištem, gradište, gdje je bio grad. Tako je "mitište" mjesto gdje je bio myt. Od 1804. godine u Mytišču djeluje Mytiško-moskovski vodovod koji vodi iz Mytišča u Moskvu.
Gradom su priznati 1925. godine.
Glavna industrijska djelatnost je strojogradnja (vagoni za podzemnu željeznicu), ali pogone ima i elektromehanika, proizvodnja umjetnih smola, linoleuma, plastične mase...
Vrjemenska zona: Moskovsko vrijeme